# Bronwyn Thompson
Pour les articles homonymes, voir Thompson.
Bronwyn Lee Thompson  (née le 29 janvier 1978 à Rockhampton) est une athlète australienne, spécialiste du saut en longueur, ancienne détentrice du record d'Océanie avec la marque de 7,00 m, établie en 2002.

## Biographie

### Palmarès
| Date | Compétition                  | Lieu      | Résultat | Marque |
| ---- | ---------------------------- | --------- | -------- | ------ |
| 2003 | Championnats du monde        | Paris     | 7e       | 6,48 m |
| 2004 | Jeux olympiques              | Athènes   | 4e       | 6,96 m |
| 2006 | Jeux du Commonwealth         | Melbourne | 1re      | 6,97 m |
| 2006 | Finale mondiale d’athlétisme | Stuttgart | 2e       | 6,77 m |
| 2006 | Coupe du monde des nations   | Athènes   | 4e       | 6,63 m |

### Records
| Épreuve          | Épreuve      | Performance | Lieu      | Date        |
| ---------------- | ------------ | ----------- | --------- | ----------- |
| Saut en longueur | En plein air | 7,00 m      | Melbourne | 7 mars 2002 |
| Saut en longueur | En salle     | 6,51 m      | Budapest  | 6 mars 2004 |